# 台鐵DR2900型柴聯車
臺鐵DR2900型柴聯車是臺灣鐵路管理局於1986年引進的冷氣空調柴油客車，是臺鐵第二款裝有冷氣空調的柴油客車，由日立製作所製造，於1987年1月以「自強號」為名正式啟用。1980年代中期因東部幹線旅客快速增長由DR2800型柴聯車行駛的自強號列車經常一票難求，因此1985年11月開標購置5組15輛柴聯車行駛。2020年12月23日南迴線電氣化全線通車，臺灣環島鐵路幹線已無非電氣化區間，加上2021年開始新型電聯車自強號EMU3000型陸續開始交車，柴油自強號的使用需求不再，2023年4月26日改點後正式退役，結束在臺灣東部幹線長達36年的行駛。

## 概要

### 引進簡史
在臺灣1970年代的十大建設計畫中，北迴線的建設計畫成為了當時重要的鐵路工程之一，連接了宜蘭線的南聖湖站與花蓮站，1980年2月正式通車:102-103:134。隨後，1982年7月臺東線完成了從原本的762mm軌距拓寬到1,067mm軌距的軌道拓寬工程:93:119，使得宜蘭線、北迴線以及臺東線成為臺灣東部地區鐵路運輸的主要幹線:120-123。
1980年代中期因東部幹線旅客快速增長由DR2800型柴聯車行駛的自強號列車經常一票難求，因此1985年11月開標購置5組15輛新型柴聯車自強號，由日本日立製作所得標，型式編為DR2900型。1987年初已有三組抵達，最後兩組於當年春節運輸高峰前一天1月27日抵達臺灣，最後抵臺的列車在下船之後隨即安裝座椅與冷氣空調，並且連夜於臺北至新竹間進行進行試運轉以及驗收，在下船後的隔日立即投日春節運輸加班車行駛。

### 營運歷史
1987年儘管DR2900型柴聯車尚未抵達臺灣，臺鐵已開始銷售由這些車輛行駛的春節加班車票。這些車輛在開行加班車的前一天才運輸到臺灣，因此在經過簡單的試車後，DR2900型柴聯車於1987年1月28日正式投入加班車的營運。最初，因為DR2900型與DR2800型柴聯車的控制系統相容，因此早期便常態與DR2800型共同連掛運用。然而，由於DR2800型和DR2900型的制動機構有所不同:115，制動時會產生頓挫感，因此在2000年後，除非是連續假日，這兩型車輛的共同編組使用已較少見:128。1990年臺鐵購入的DR3000型與DR2900型設計相似，於是開始常態性地進行互聯掛行駛，直至這些車輛退役。1992年1月12日南迴線通車後，服務範圍擴大至縱貫線北段（至樹林）、南迴線、屏東線、縱貫線南段，以及臺中線（至臺中）。隨著1990年代末板橋鐵路地下化施工，行駛區間改為樹林往返臺東，2000年後DR2900型開始與DR3000型共用車輛運用進行聯掛運行。在2003年至2006年間，一組DR2900型曾被改裝，用於高雄臨港線行駛嘟嘟火車觀光列車。2014年7月16日，臺東線全線電氣化完工，加上普悠瑪號列車加入東部幹線運輸，部分直達車次開始改由TEMU2000型行駛。2016年10月16日起因臺中鐵路高架化通車，新月臺與本型車車門間縫隙過大，故全面退出臺中線，改以縱貫線南段彰化站為終點。
2020年12月23日南迴線電氣化全線通車，臺灣環島鐵路幹線已無非電氣化區間，加上2021年開始新型電聯車自強號EMU3000型陸續開始交車，柴油自強號的使用需求不再，車次運用大幅縮減，因此DR2900型開始逢三A級檢修屆期就停用不再檢修，2022年3月29日改點行駛列次大幅縮減為2組運用，一組運用於潮州車輛基地員工通勤列車，於每週一至五高雄機廠往返潮州站2列次；另一組運用則為一般客運列車，行駛於樹林站、花蓮站、新左營站及彰化站間東部幹線及南迴線13列次，同年6月29日縮減成10列次，11月17日再次縮減僅剩6列次，2023年4月26日改點後正式退役，並結束36年對臺灣東部幹線的服務，退役當日臺鐵特別開出6688次專車從樹林開往花蓮作為送別活動。在這36年間鮮少發生故障，即便途中發生故障，也能自主完成行程後返回車廠進行必要的維修，而無需求援。

## 規格與構造

### 車體
鑑於臺灣溫暖潮濕的氣候特性，DR2900型使用不鏽鋼製造車體，但與以往臺鐵的不鏽鋼列車車體採用美國巴德公司RDC系列柴油客車技術不同，DR2900型採用日本國鐵205系電聯車為基礎車體結構，但基本構造如在車頂設置引擎冷卻器等，仍承襲自RDC系統架構。車窗採用大型窗戶搭配小型窗戶，DR2900型列車側面於駕駛室車門後方裝上電氣路牌受墊，用於避免列車在高速行駛時交接路牌時因慣性作用敲擊到車身發出巨大聲響以及造成車身損壞；原有路牌受墊，目前已拆除。路牌受墊再後為緊急逃生門，以利於事故發生時可快速疏散乘客。乘客上下車門設於車身尾段，DR2950型則於車廂兩端皆有裝設上下車門，新造時為手動摺疊門，2009年時為了避免乘客因為車門沒關而造成摔出車外的意外事故，DR2900型陸續由秦陽公司南州廠進行改造工程，改造重點為將車門從原先折疊門換成滑塞式電動門，不僅增加了便利性，還減少了因門未正確關閉而導致的意外事件發生。由於需另外裝設自動門聯控的跳線，因此車端面貌有些微的變更，車廂間的跳線由原先的兩條增加為3條，由於空間不足，車尾燈的位置些微移高，電氣尾燈掛勾則由尾燈上方改至尾燈旁；DR2900型空調機改安裝置車頂，因此車廂可利用空間比DR2800大；車體塗裝上與DR2800型相同，車頭採用提醒前方的行人注意的警戒色塗裝，車輛塗裝採用車窗的上下邊緣塗裝黃色以及橘色，這項設計不僅增強了車輛的可見性，還提升了乘客的安全感，車廂編號上方在新出廠的時候並無臺鐵局的局徽，直到2000年後才陸續補上。
列車終點顯示器初期採用布幕式車側終點顯示器，並且置於車門上方，為了增加顯示內容更加彈性，2009年車門更新時，一同更換為三色發光二極體（LED）顯示幕，位置並從車門上方移至車體中段上方，並將車門上方舊布幕式路線牌改成自動車門機構使用，採用與DR2800型柴聯車使用同型的顯示幕。

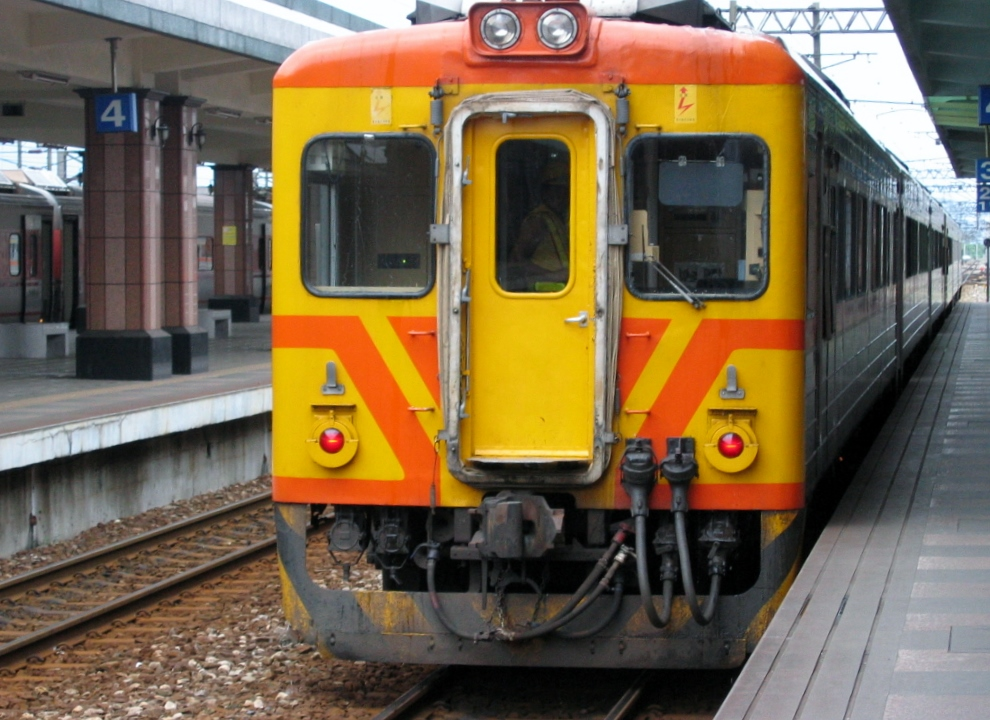
自動門跳線改裝前樣式
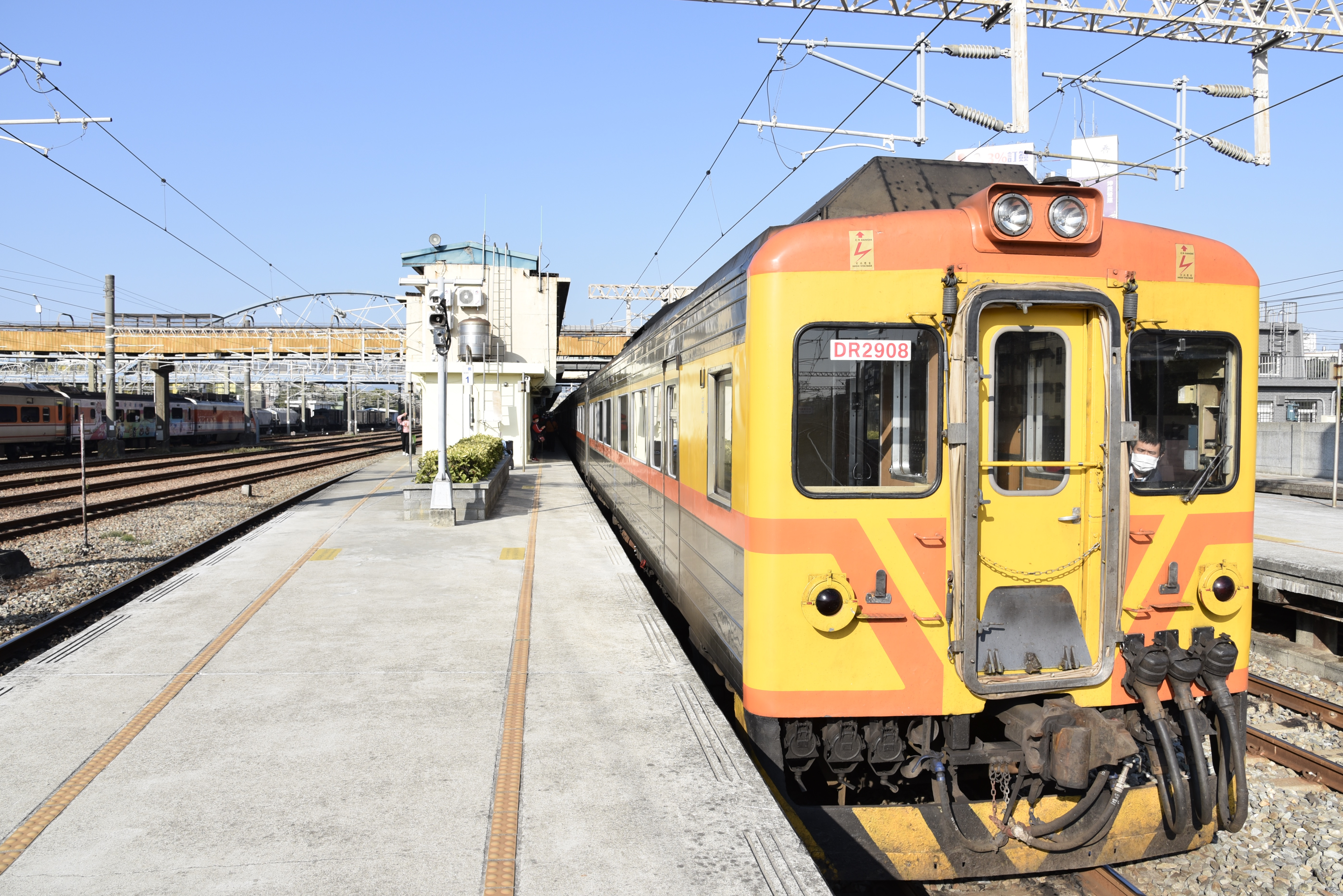
自動門跳線改裝後位置改變情形
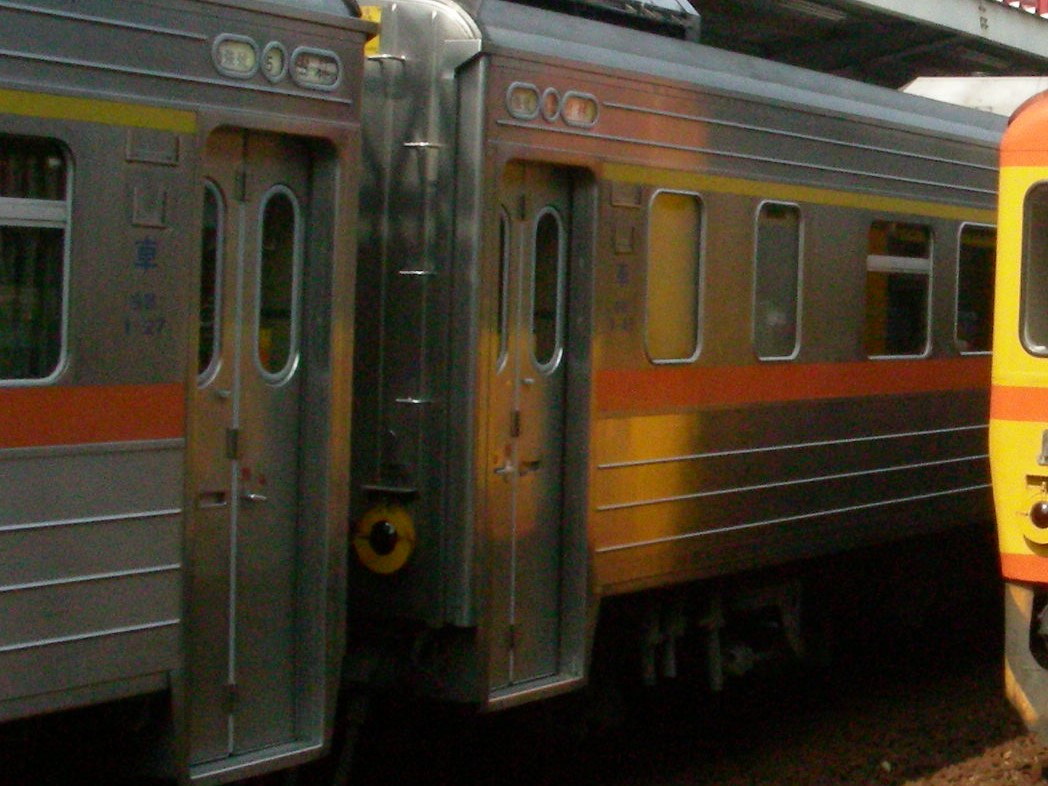
DR2900引進初期所使用摺疊車門與路線牌

### 客室設備
DR2900型列車內裝設計參照DR2800型的設計，走道鋪設了地毯，牆壁採用木紋壁板，座椅採用與莒光號相同的迴轉式坐臥兩用椅，每行採用2+2配置，每組座椅間距1,100 mm，共11排22組的44位座位，2003年7月由於尊龍火燒車事件，車輛安全門旁的四個座位被移除，座位數改為40位。至於DR2950型電源拖車，車內沒有設置廁所，僅設置簡易茶水區，因此座椅可安裝數量更多，單數側有14排，雙數側則受限茶水區，安裝13排座椅，共54個座位。座椅上方設有不鏽鋼管行李架，提供旅客放置行李，車窗下方於每個座椅旁設有茶杯架。車內裝備類似於DR2700型柴油客車的月洞門:106，月洞門內配置散熱管線和排煙管，拱門上還飾有金屬裝飾板。為了簡化維護流程和採購流程，後來取消了走道地毯。DR2900型車設有單獨的駕駛室，駕駛室對側設有車長室，與其他柴連自強號不同的是DR2900兩端的駕駛動力車皆設有車長室，並無「天王座」的配置，是臺鐵所有柴油自強號唯一兩端駕駛動力車設有車長室的車型。車廂通道門除駕駛端正面外，其餘皆使紅外線感測器自動開關門，是臺鐵列車中最早裝設自動門的列車。

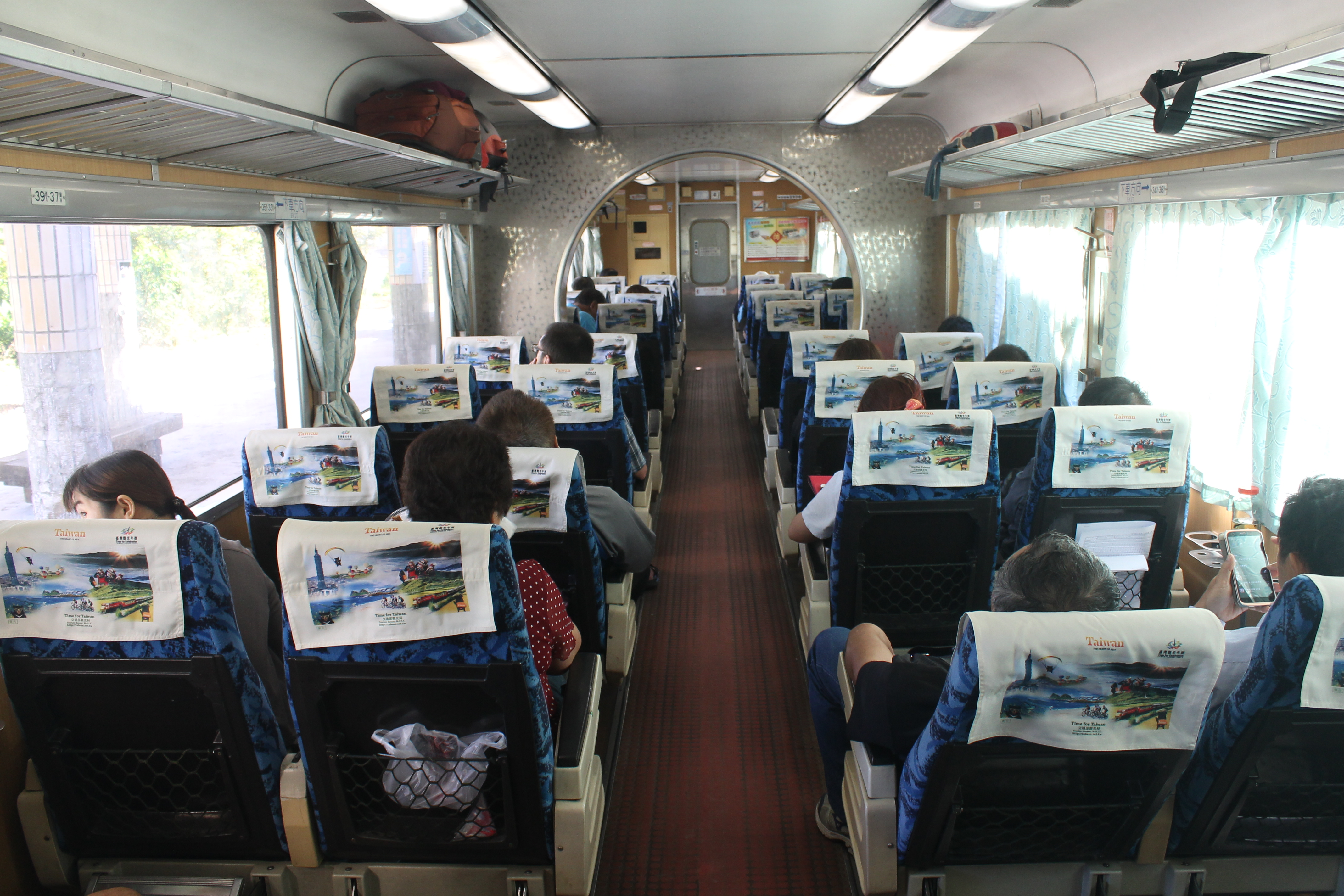
DR2900型柴聯車內裝
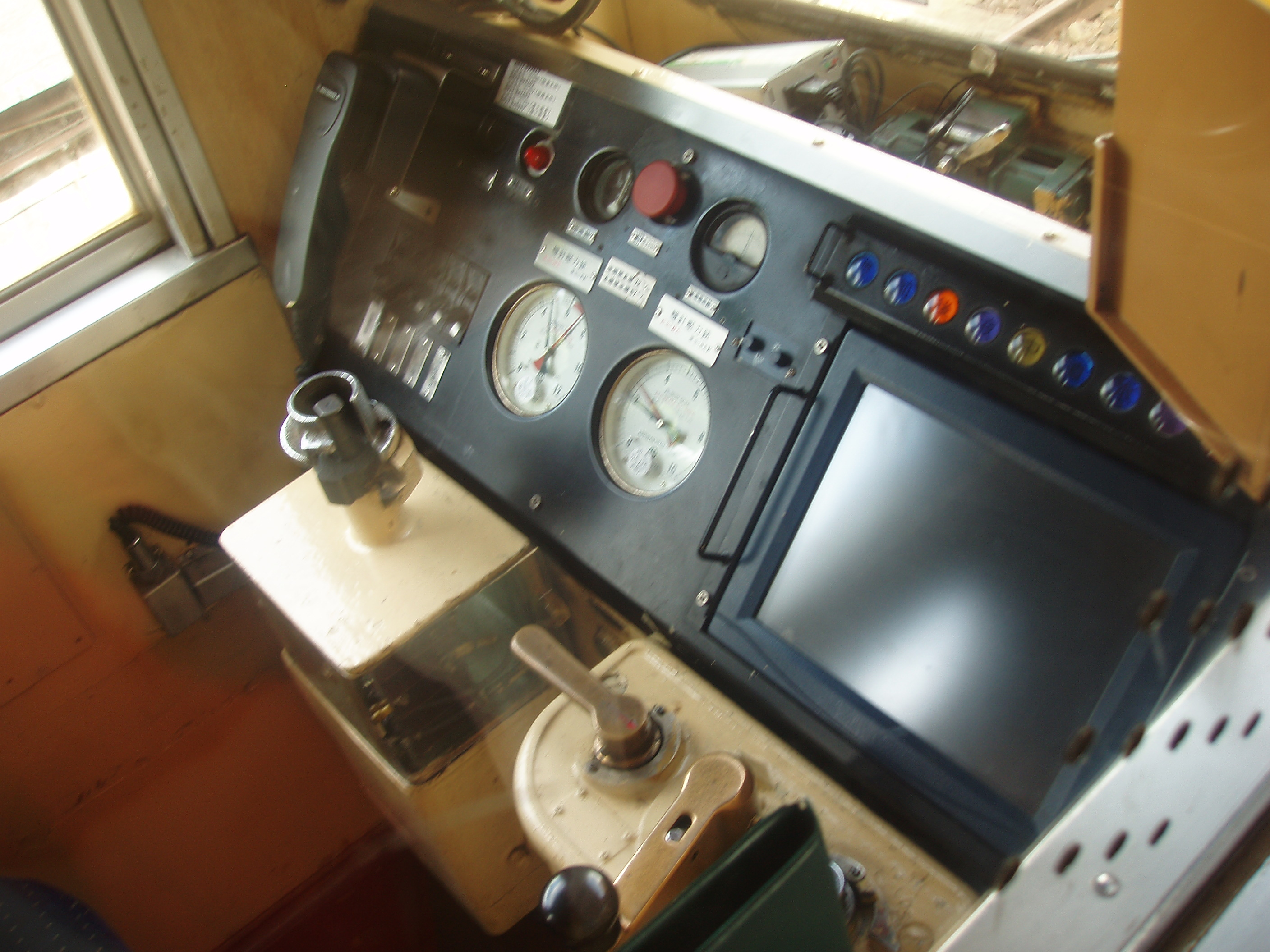
DR2900的駕駛臺

### 動力系統
DR2900型柴聯車最初搭載康明斯NT855-R4型柴油引擎，單組持續輸出功率為310 hp/2100 rpm，配備新潟鐵工所製造的DBSF110型液體變速機:106，可切換液聯位（低速檔）和直聯位（高速檔），列車最高速度達110公里。在2000年末初動力用NT855-R4型引擎日漸老化，常導致動力不足和晚點，因此於2011至2012年間逐步更新馬力更大的N14-R4型引擎，單組持續輸出功率達350hp。DR2950型的發電機引擎則因不影響動力而未作更改。DR2900型退役之後，由於N14-R4型引擎使用時間不長，而現役的DR3100型及DR1000型柴油車皆使用NTA855-R1型引擎，為了兩款引擎能被充分利用，將N14-R4型引擎拆卸後改裝到DR3100型繼續使用，而原先安裝於DR3100型的引擎則拆卸作為DR1000型維修備品。DR2900型的引擎冷卻器與DR2700型相同設置在車廂的車頂上方。冷卻風扇採用油壓馬達驅動，自動感測並且依照柴油引擎之迴轉數控制，使冷卻水的溫度保持於正常範圍內。
DR2900型的轉向架採用日立製作所的搖枕式轉向架，第一層懸吊為金屬彈簧，第二層懸吊為空氣彈簧枕梁。動力車使用TS-124型轉向架，無動力電源車則使用TS-125型轉向架:106。

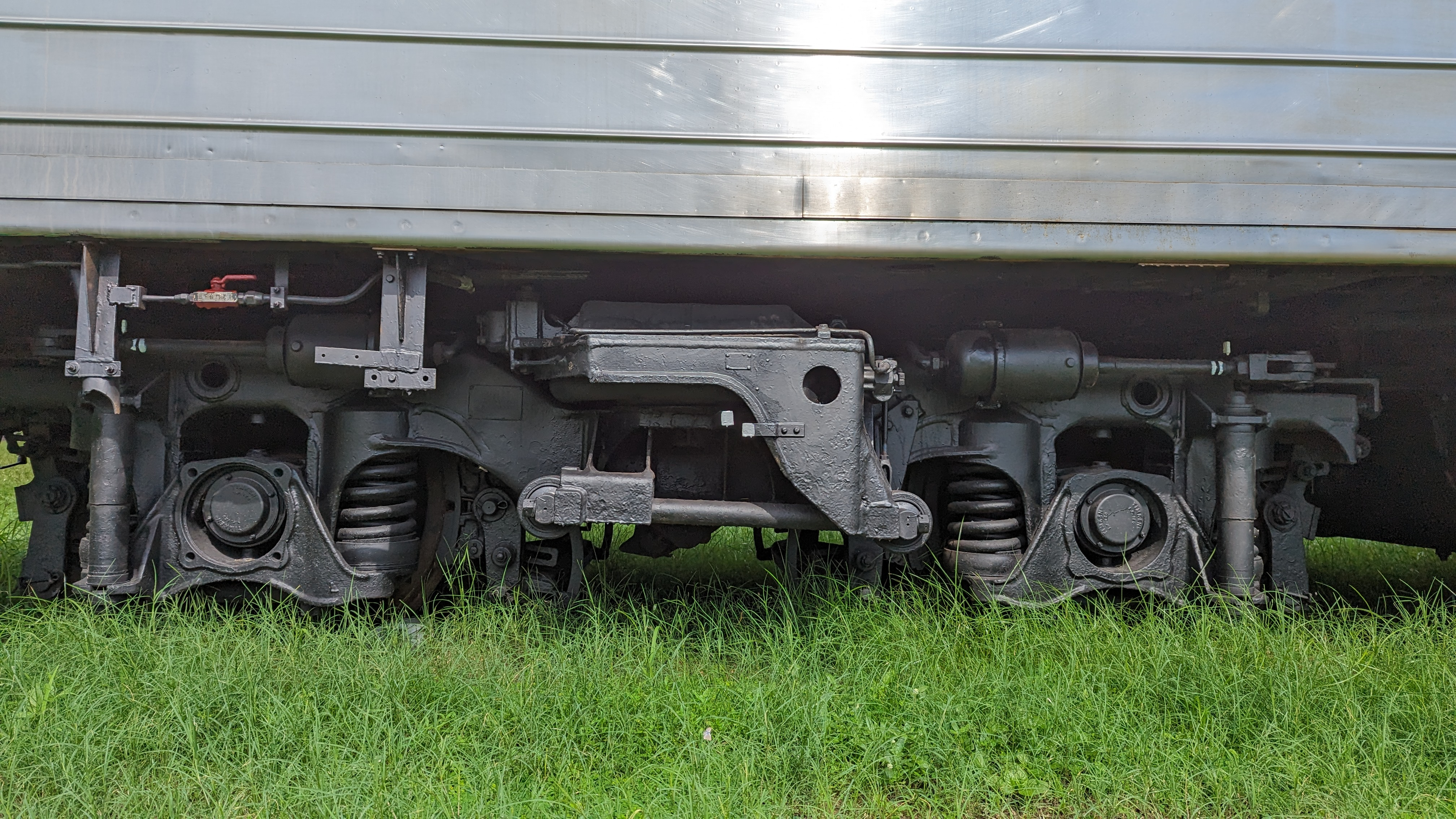
安裝於DR2900型的KS-125型轉向架
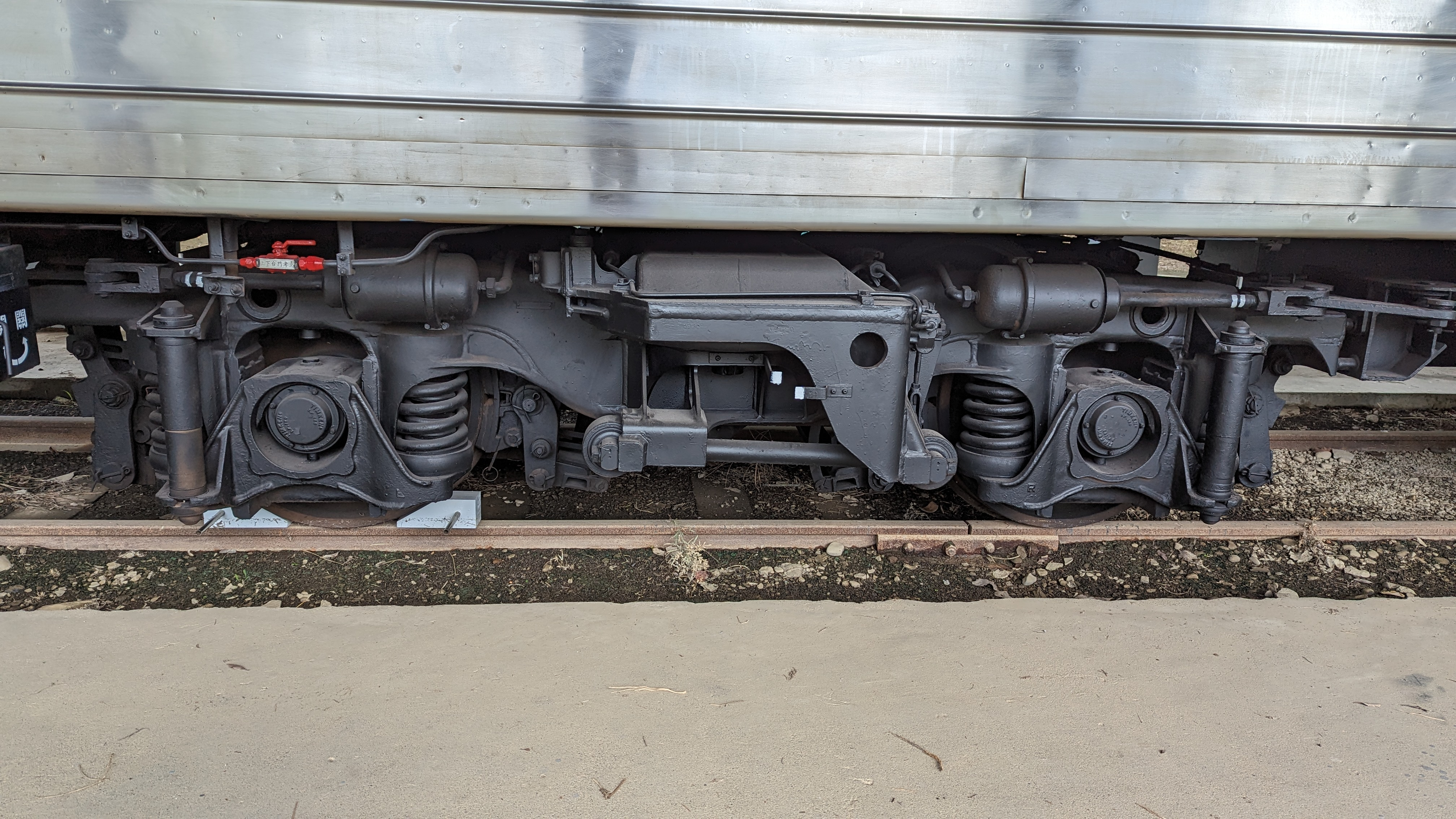
安裝於DR2950型的KS-126型轉向架

### 發電設備
列車所需的電力完全由DR2950型電源拖車上的發電機組提供。這個發電機組由康明斯NT855-R4型引擎驅動，搭載富士電機製造的3FC5314E-4Z型三相交流無碳刷發電機。引擎的轉速固定在270 HP/1800 rpm，以滿足發電機的發電需求。產生的電力用來供應空調機所需的440V三相交流電，日光燈和換氣風扇所需的110V交流電，以及控制系統和蓄電池充電所需的24V直流電:118。單一發電機組最多能夠支援2組編組，共6節車廂使用。由於NT855-R4型引擎和3FC5314E-4Z型發電機與DR1000型和DR3100型所用的型號相同，因此這些設備在退役後被拆卸下來作為維修備品。

### 保安裝置
DR2900型的鐵路安全裝置最初配備了瑞典愛立信製自動列車警報裝置（AWS）以及自動列車停止裝置（ATS-SN和ATS-P）:174-183。1991年11月15日，臺鐵發生了造橋列車追撞事故，導致30人遇難、112人受傷，臺鐵開始計畫將舊版的AWS和ATS系統升級為新的ATP系統。臺鐵於2007年引入了龐巴迪製的列車自動保護系統（ATP），這個系統符合歐洲鐵路交通管理系統等級一的標準（包括ETCS）。但由於故障率偏高，許多司機員選擇關閉ATP，2007年發生大里車站追撞事故造成5人死亡、17人受傷，為了提高安全性，臺鐵在2009年推動「環島鐵路整體系統安全提升計畫」，並安裝了ATP遠端監視系統。

### 車輛型式與編組方式

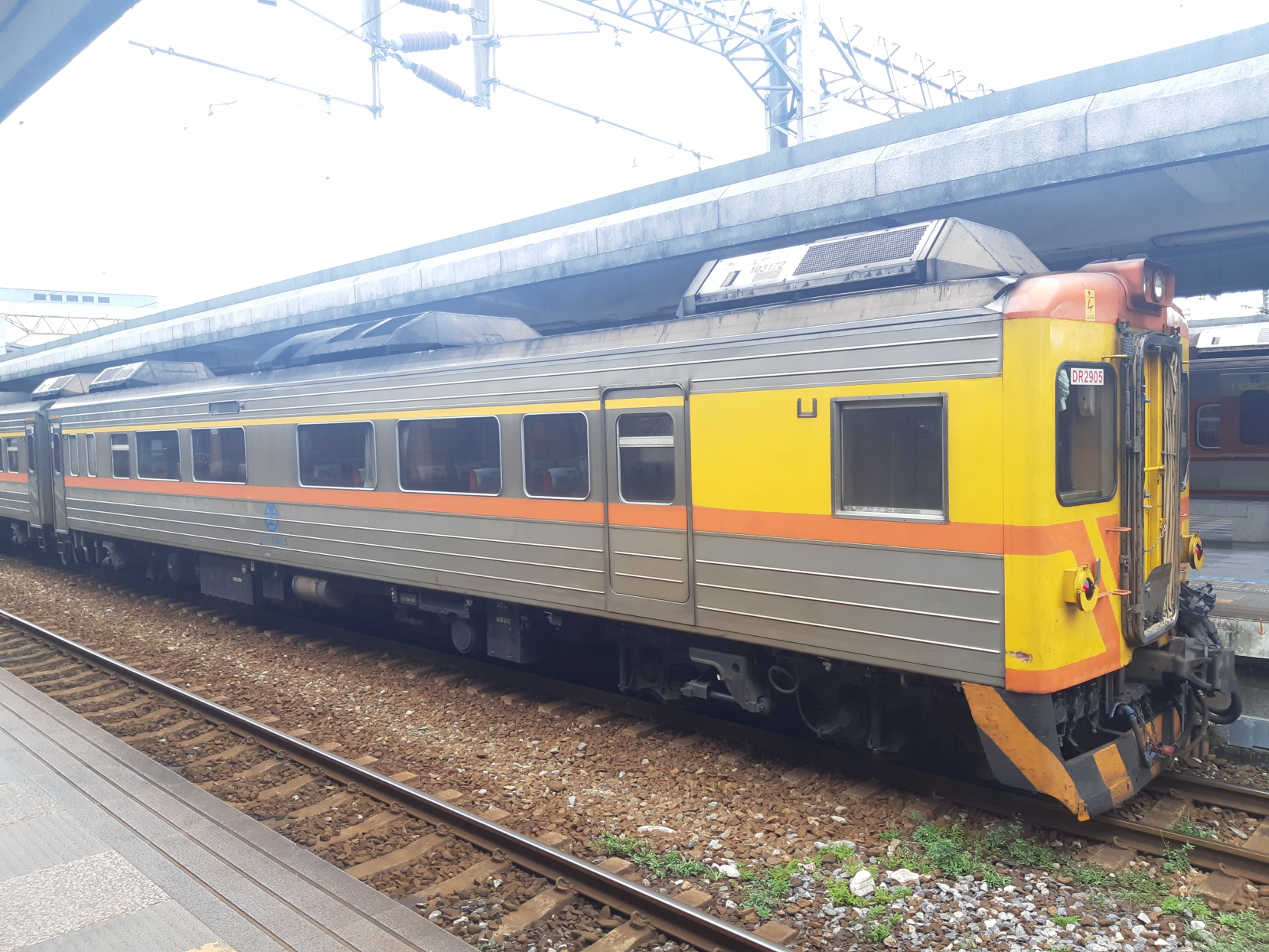
動力車40DR2900型
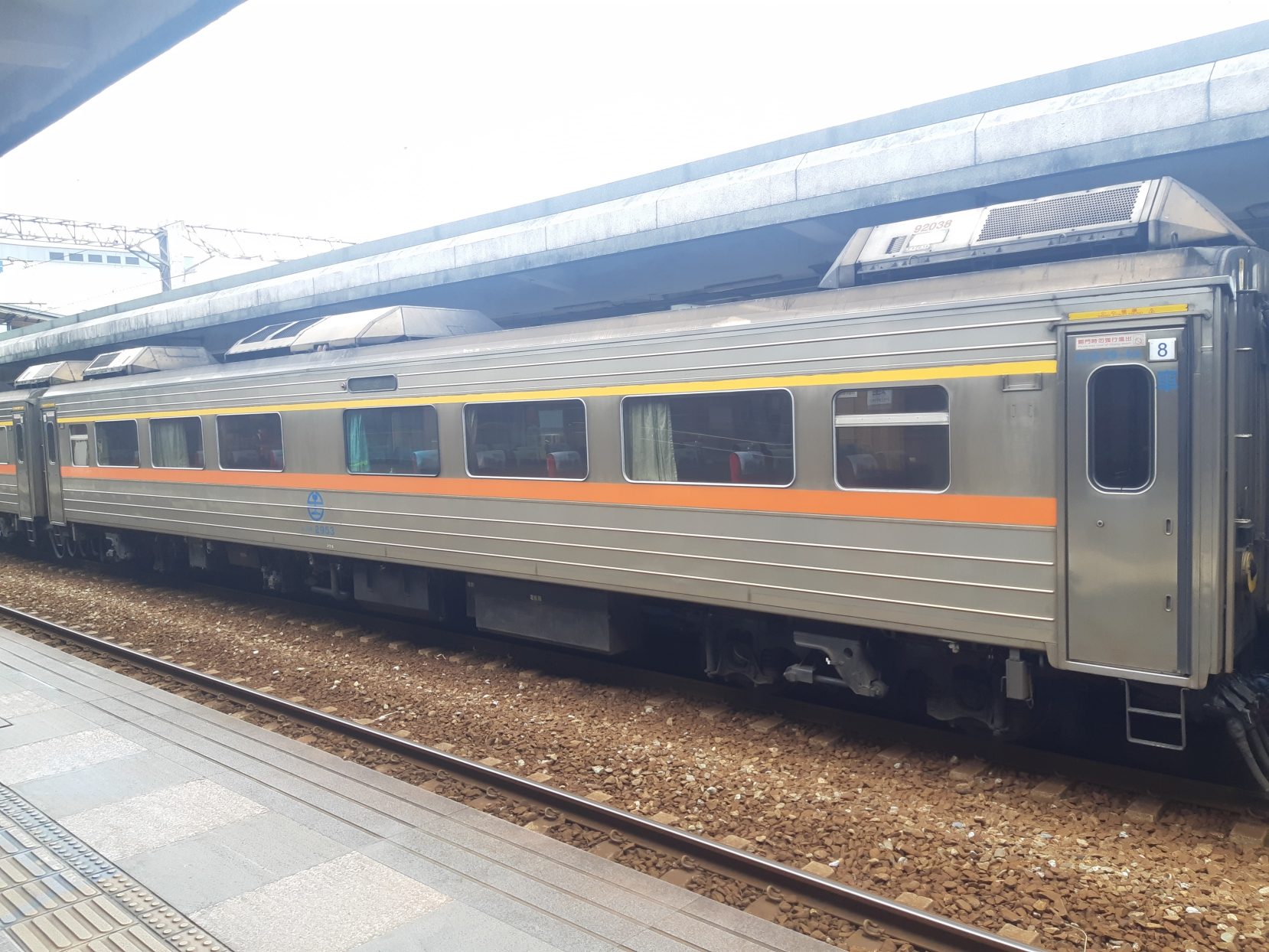
電源車40DR2950型

DR2900型一組固定為三輛編成一組，其中兩端為駕駛動力車，中間為電源拖車。通常情況下以3組9輛的方式運行，但在連續假期或特殊節日等高需求時，可能會以5組15輛的編組出現。車輛配置包括駕駛動力車DR2900型、電源拖車DR2950型以及駕駛動力車DR2900型。DR2900型採用了與DR2800型以及後續引進的DR3000型、DR3100型以及DR1000型列車相同的控制系統，因此可以進行不同型式柴聯車的總控運轉，最大可5組15輛重聯總控運轉。
DR2900型
附有車長室、駕駛室以及列車動力的駕駛動力車，一共10輛，列車的車頂設置引擎冷卻器、排氣管以及冷氣設備；車內設有廁所及茶水間。車底設置油箱、電池與儀表箱、基本制軔系統的控制元件、空氣壓縮機、廁所用水箱、引擎用的空氣濾清器、排氣管消音器與變速油箱、接觸器開關等設備。DR2900型動力車原始設置44個座位:113，拆除逃生門附近座椅後的座位數是40位。
DR2950型
附有發電機之電源拖車，一共5輛。車頂設備大致與DR2900型動力車相同，車內設有茶水間，車底設備裝有柴油發電機以及變壓器作為空調電力來源。DR2950型電源車原始配置54個座位:113。
|          | DR2900 ←（逆行）方向（順行）方向→ |                 |                 |
| 車廂編號 | 1、4、7、10、13                   | 2、5、8、11、14 | 3、6、9、12、15 |
|          |                                   |                 |                 |
| 形式     | 40DR2900 (M)                      | 40DR2950 (T)    | 40DR2900 (M)    |
| 其他設備 | ,                                 |                 | ,               |
| 座位數   | 38位                              | 46位            | 38位            |

範例
- ：駕駛室、車長座位（1、3、4、6、7、9、10、12、13、15車）
- ：廁所

參考資料：
- 動力車40DR2900型
- 電源車40DR2950型

## 改造車輛
2009年將原本的手動門改裝成自動門，同時將原本布幕式終點顯示牌更新為LED顯示器，詳細改造介紹於前文有詳細介紹。在2016年開始的無階化改造計畫本型車曾於改造名單之中，其改造重點與自動門莒光號相同，但因應新城際列車之購置、南迴線電氣化及車齡較高等因素，故取消加入此計畫。

### 嘟嘟火車
「嘟嘟火車」是由臺灣鐵路管理局和麥當勞聯合開辦的休閒觀光列車。行駛於高雄臨港線，行經高雄的鼓山區、三民區、苓雅區、前鎮區、鹽埕區和左營區等六個行政區。自2003年3月2日行駛至2006年6月1日止，使用車輛編號為DR2909、DR2955及DR2910進行改造，將原本座椅拆除後改裝餐桌椅及吧檯，車廂內飾改成藍色海洋圖案，列車外觀塗裝則改為白底加上嘟嘟火車吉祥物嘟嘟狗的圖樣。2006年嘟嘟火車停駛後將內裝改回原始內裝，回歸東部幹線行駛。

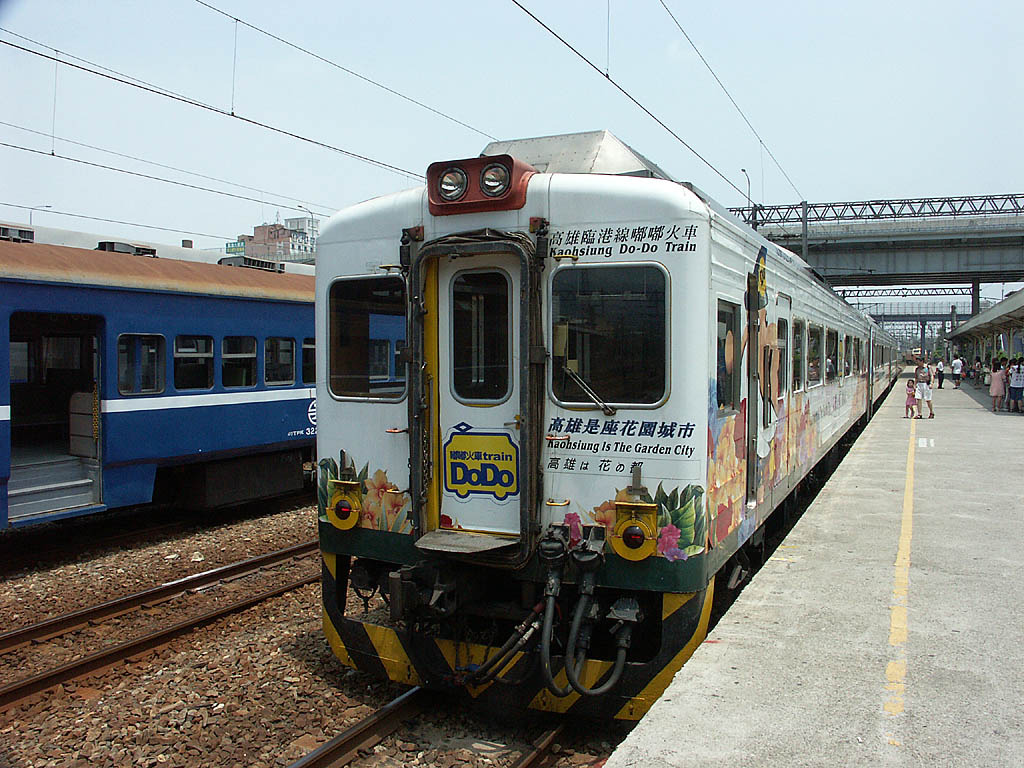
嘟嘟火車外觀塗裝
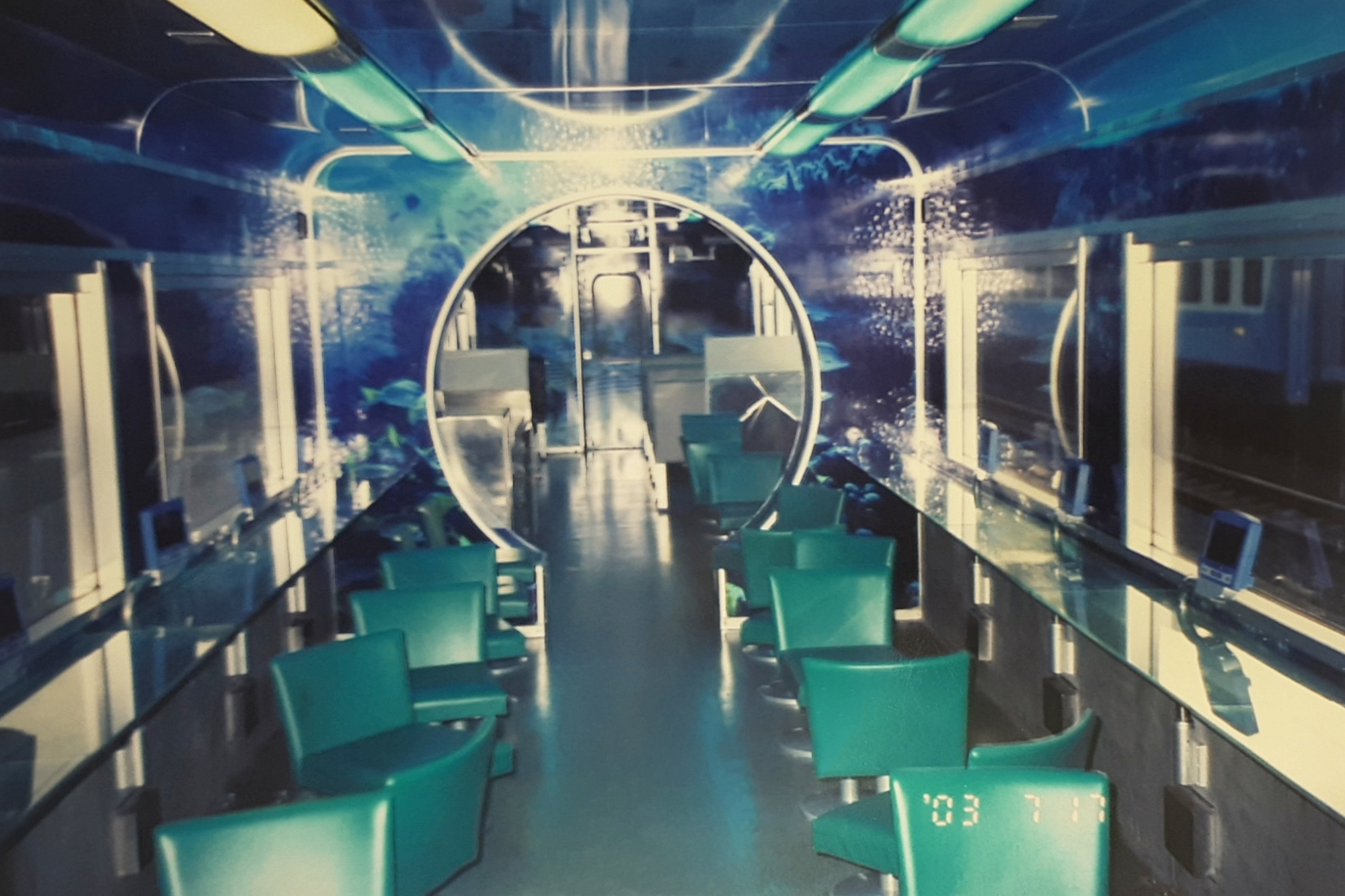
嘟嘟火車吧檯桌
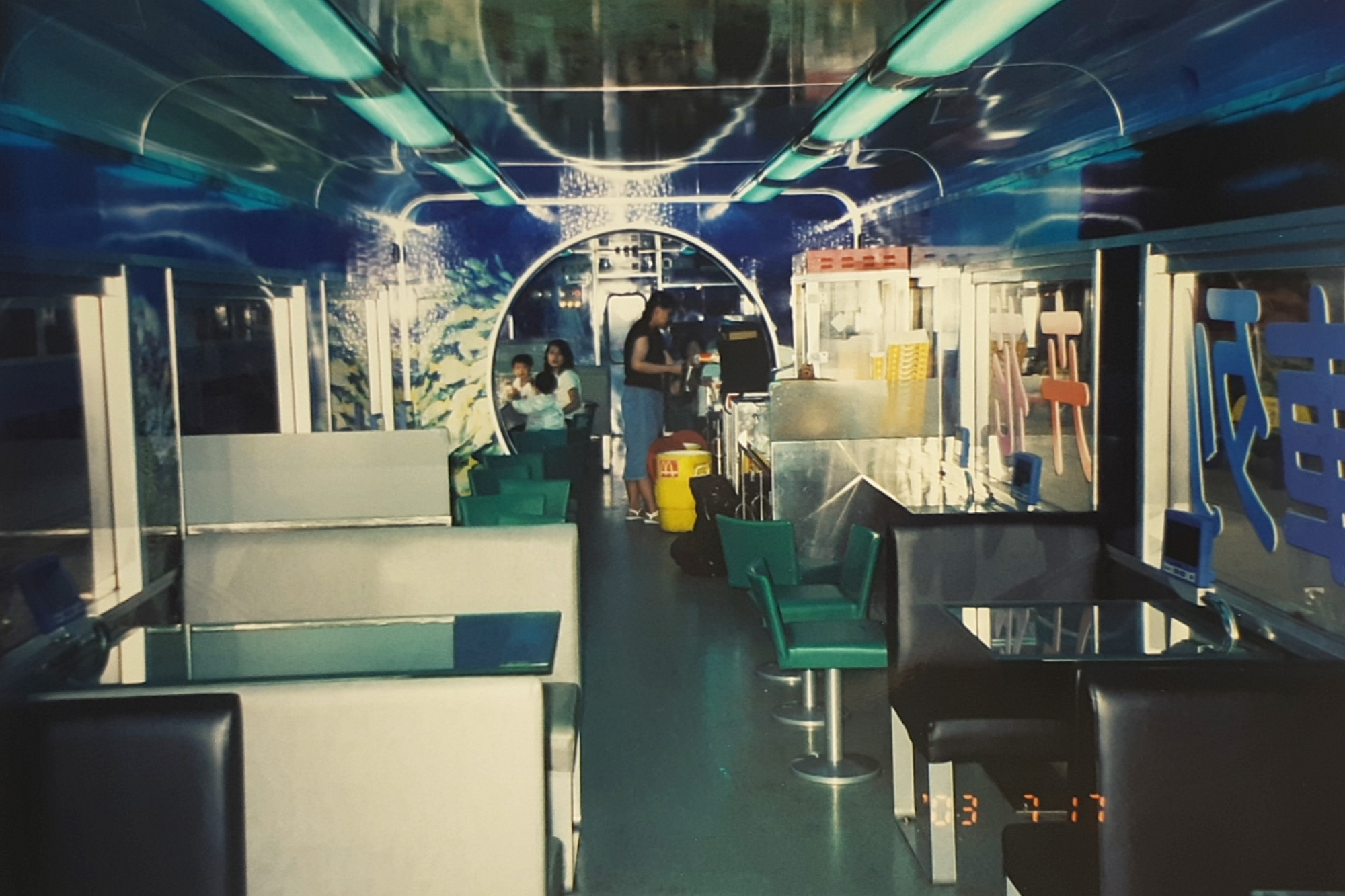
嘟嘟火車餐車桌

## 保存車輛
DR2900型柴油車目前僅有一組列車得以靜態保存，獲保存的列車是曾經於高雄臨港線行駛嘟嘟火車的DR2909、DR2955及DR2910，這三輛列車在2024年4月底被運送至哈瑪星鐵道園區，並對外公開展示，DR2910於高雄港站站場進行展示，其餘兩輛展示於靠近五福四路的舊高雄港站檢修庫裡，並且內裝改裝成咖啡廳商業使用。

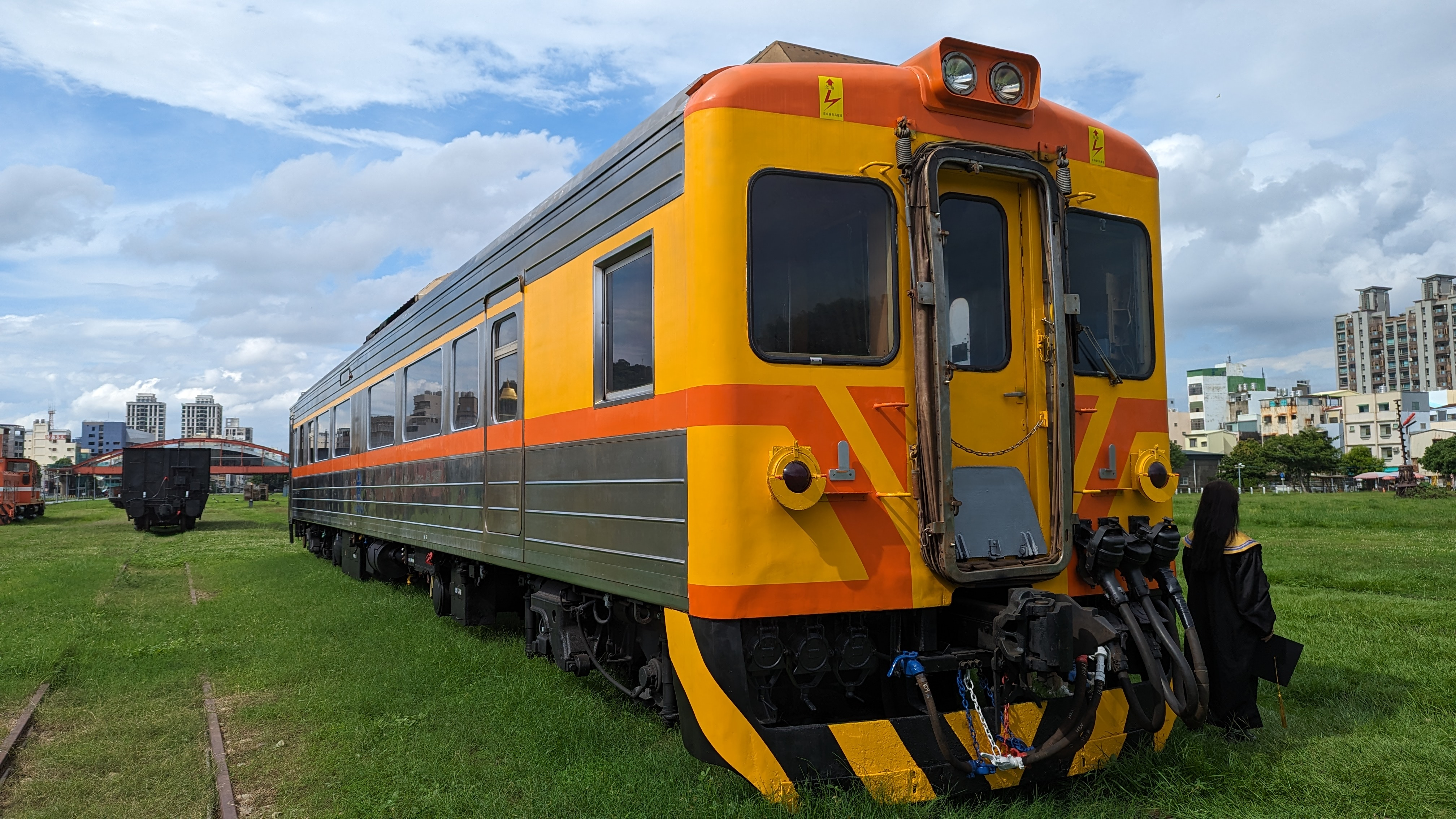
展示於高雄港站站場的DR2910
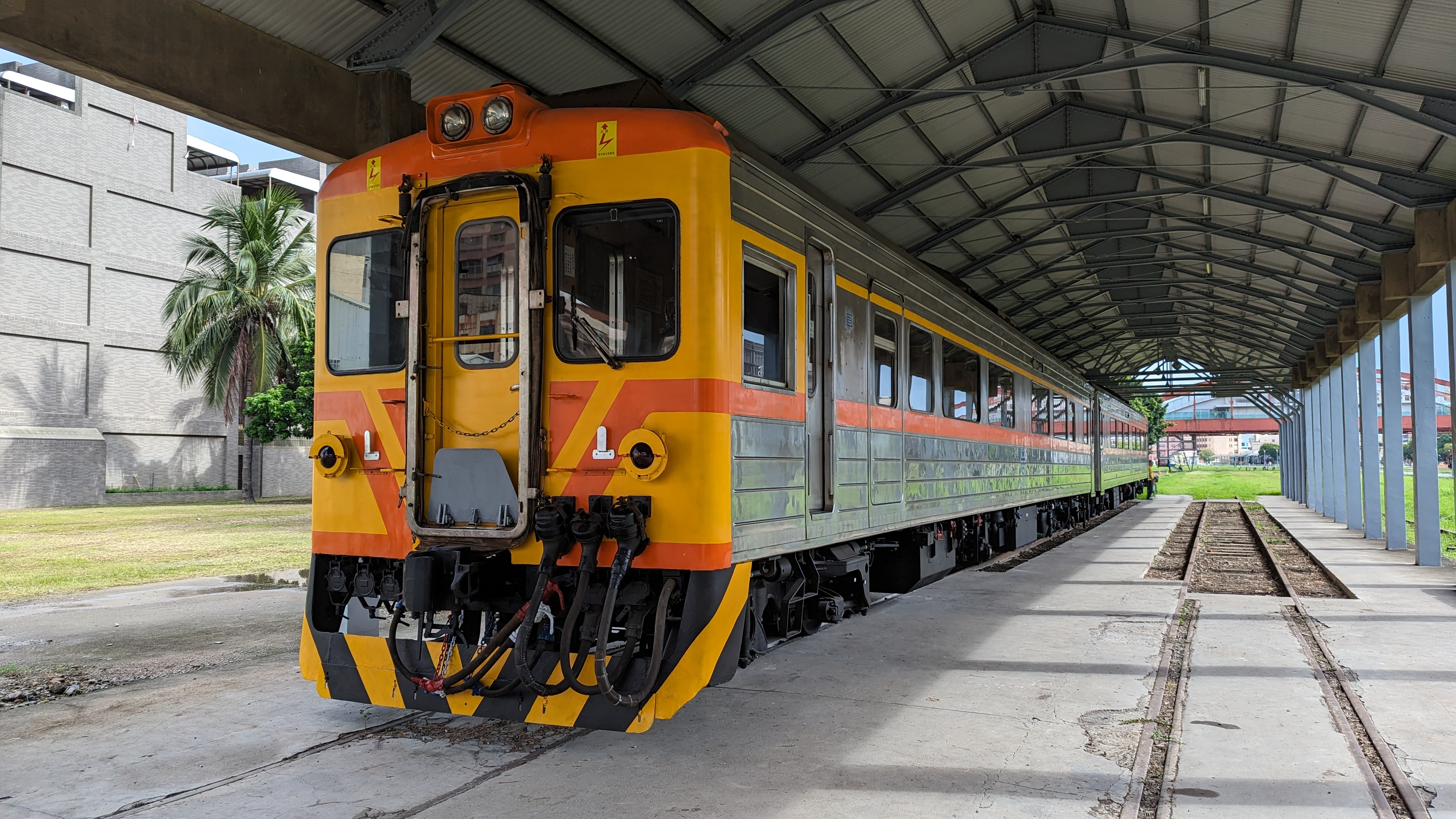
展示於舊高雄港站檢修庫的DR2909

## 外部連結
- Kashiwa. . Train Collection. 2014-12-11  [2024-08-27]. （原始内容存档于2024-08-27） （中文（臺灣））.
- 臺灣鐵路管理局-車種介紹 DR2900